# Jordin Sparks
Jordin Brianna Sparks (Phoenix, 22 de dezembro de 1989), é uma cantora, compositora e atriz norte-americana. Ela deu início à sua carreira aos 17 anos, ao participar da sexta temporada do reality show musical American Idol, tornando-se a candidata mais jovem a vencer o programa em 2007; Ela fez sua estreia com o single, 'This Is Now', que atingiu o número 15 na Billboard Hot 100; Após assinar um contrato com a gravadora Jive Records, ela seguiu com o lançamento de seu álbum de estreia Jordin Sparks (2007), que alcançou a décima posição na Billboard 200 e recebeu certificado de platina nos Estados Unidos, vendendo mais de dois milhões de cópias em todo o mundo.; O álbum foi apoiado pelos singles "Tattoo, "One Step at a Time" e "No Air" (em parceria com Chris Brown), este último alcançou o terceiro lugar na Billboard Hot 100, vendendo mais de rês milhões de cópias digitais nos Estados Unidos e recebeu uma indicação ao Grammy Awards de "Melhor Colaboração Pop com Vocais".
Em 20 de janeiro de 2009, Sparks cantou "Faith" no Baile de Posse do presidente Barack Obama. Seu segundo álbum de estúdio, Battlefield (2009) estreou na sétima posição na Billboard 200, e seu primeiro single de mesmo nome alcançou a décima posição na Billboard Hot 100. Em fevereiro de 2010, Sparks foi uma das muitas artistas que contribuíram para "We Are the World 25 for Haiti", um single beneficente para  ajudar as vítimas do terremoto no Haiti.
Após uma ausência de cinco anos da música, ela assinou com a gravadora Louder Than Life, um selo da Sony Music e lançou sua mixtape, #ByeFelicia (2014). Em 2015, Sparks lançou seu terceiro álbum Right Here Right Now, Em 2020, seu quarto álbum intitulado, Cider & Hennessy, foi lançado, e seu quinto álbum, No Restrictions, foi lançado em 2024.
Sparks fez sua estreia como atriz na série do Disney Channel The Suite Life on Deck  no episódio "Crossing Jordin". Em 2010, Sparks fez sua estreia na Broadway como Nina Rosario no musical In The Heights, e também estrelou como convidada na série da Nickelodeon, Big Time Rush; Em 2012, ela fez sua estreia no cinema como a personagem titular no musical Sparkle, ao lado de Whitney Houston; Ela também atuou em outras produções cinematográficas, como, Left Behind (2014) e God Bless the Broken Road  (2018).

## Vida pessoal
Sparks e o cantor Jason Derulo namoraram por três anos, terminando o relacionamento em 2014.
Em 17 de julho de 2017, Sparks se casou com Dana Isaiah, um modelo fitness. Em novembro de 2017, a revista People publicou notícias de sua gravidez. Em 2 de maio de 2018, Sparks deu à luz seu primeiro filho, um menino chamado Dana Isaiah Thomas Jr..

## Discografia

### Álbuns
| Ano  | Álbum                        |
| ---- | ---------------------------- |
| 2007 | Jordin Sparks                |
| 2009 | Battlefield                  |
| 2015 | Right Here Right Now (álbum) |
| 2020 | Cider & Hennessy             |
| 2024 | No Restrictions              |

### Singles
| Ano  | Título                              | Álbum                 | Posições | Posições | Posições | Posições | Posições | Posições |
| Ano  | Título                              | Álbum                 | EUA Hot  | EUA Pop  | CAN      | NZ       | AUS      | RU       |
| ---- | ----------------------------------- | --------------------- | -------- | -------- | -------- | -------- | -------- | -------- |
| 2007 | "This Is My Now"                    | Jordin Sparks         | 15       | —        | 41       | —        | —        | —        |
| 2007 | "Tattoo"                            | Jordin Sparks         | 8        | 5        | 3        | 12       | 5        | 24       |
| 2008 | "No Air" (feat. Chris Brown)        | Jordin Sparks         | 3        | 1        | 3        | 1        | 1        | 3        |
| 2008 | "One Step at a Time"                | Jordin Sparks         | 17       | 5        | 11       | 2        | 12       | 16       |
| 2009 | "Battlefield"                       | Battlefield           | 10       | 11       | 5        | 3        | 4        | 11       |
| 2009 | "S.O.S. (Let the Music Play)"       | Battlefield           | —        | —        | 46       | —        | 54       | 13       |
| 2011 | "I Am Woman"                        | N/A                   | 82       | —        | —        | —        | —        | —        |
| 2012 | "Celebrate" (feat. Whitney Houston) | Sparkle               | —        | —        | —        | —        | —        | —        |
| 2015 | "Double Tap" (feat. 2 Chainz)       | Right Here, Right Now |          |          |          |          |          |          |
| 2015 | "Right Here, Right Now"             | Right Here, Right Now |          |          |          |          |          |          |
| 2015 | "They Don't Give "                  | Right Here, Right Now |          |          |          |          |          |          |

### Como Artista Convidada
| Ano  | Título                          | Artista(s)                 | Álbum                |
| ---- | ------------------------------- | -------------------------- | -------------------- |
| 2009 | "Art of Love"                   | Guy Sebastian              | Like It Like That    |
| 2010 | "Count On You"                  | Big Time Rush              | B.T.R                |
| 2010 | "We Are the World 25 for Haiti" | Artists for Haiti          | -                    |
| 2013 | "Is This Love"                  | Alex Gaudino               | Doctor Love          |
| 2013 | "Vertigo"                       | Jason Derulo               | Tattoos e Talk Dirty |
| 2016 | "Water Guns"                    | Todrick Hall               | Straight Outta Oz    |
| 2018 | "Hey Love"                      | Michael W. Smith           | A Million Lights     |
| 2023 | "Giant"                         | Dame Dolla & Ty Dolla Sign | Don D.O.L.L.A.       |
| 2024 | "Damn, If He Didn't Love Me"    | Tiera Kennedy              | Rooted               |

### Créditos de Composição
| Ano  | Titulo            | Artista(s)                     | Álbum                       | Crédito               |
| ---- | ----------------- | ------------------------------ | --------------------------- | --------------------- |
| 2011 | "Skyscraper"      | Demi Lovato                    | Unbroken                    | Demo e Backing Vocals |
| 2013 | "The Way"         | Ariana Grande (com Mac Miller) | Yours Truly                 | Composição            |
| 2020 | "A Moment"        | Amber Riley                    | RILEY                       | Composição            |
| 2024 | "Forty One Winks" | Tomorrow X Together            | The Star Chapter: Sanctuary | Composição            |